# Museo marítimo

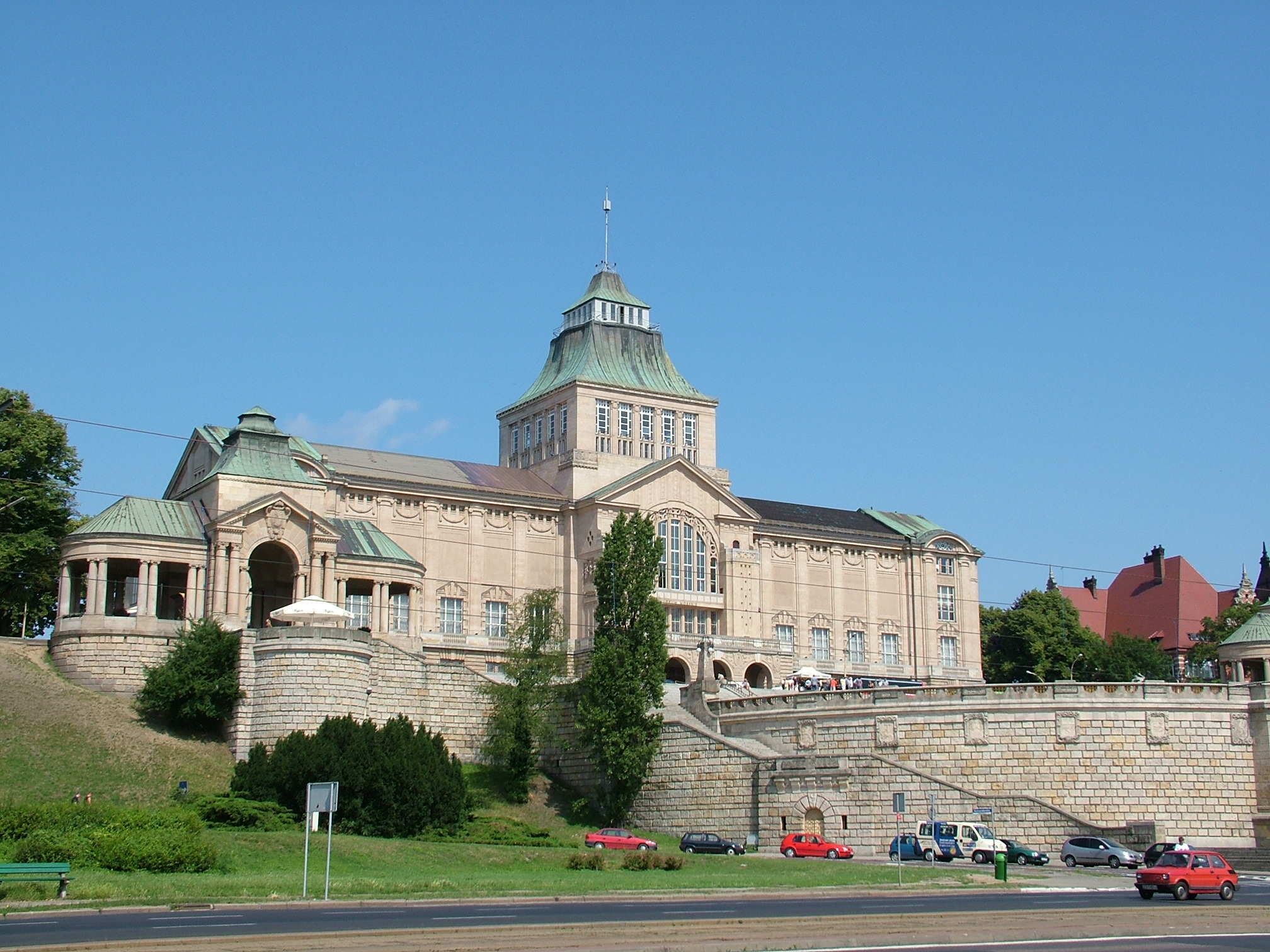
Museo Marítimo, Szczecin, Polonia.

Un museo marítimo es un museo especializado en la exhibición de objetos relacionados con los barcos y la navegación en mares y lagos. Un museo naval se centra en las marinas de guerra y el uso militar de la mar. A veces como complementos tienen buques museo visitables. Existen muchos museos navales y marítimos en todo el mundo, entre ellos:

## Argentina
- Museo Naval de la Nación, Tigre; Provincia de Buenos Aires.

## Brasil
- el Museu Nacional do Mar en São Francisco do Sul, Brasil;
- el Museu Náutico, Rio Grande, Brasil;
- el Museu Naval, Río de Janeiro, Brasil;

## Canadá
- el Sitio histórico marítimo de Pointe-au-Père, Rimouski, Canadá;
- el Museo marítimo de Vancouver, Canadá;

## Chile
- el barco-museo Monitor Huáscar;
- el Museo Marítimo Nacional;
- el barco-museo Museo Nao Victoria;
- el Museo Naval de Iquique;
- el Museo Naval y Marítimo de Punta Arenas;
- el Museo de Faros George Slight;

## España
- el Museo Marítimo de Asturias;
- el Museo Marítimo de Barcelona;
- el Museo Marítimo de Bilbao;
- el Museo Marítimo del Cantábrico;
- el Museo Marítimo de Las Palmas de Gran Canaria;
- el Museo Naval de Cartagena;
- el Museo Naval de Ferrol;
- el Museo Naval de Madrid;
- el Museo Naval de San Fernando;
- el Museo Naval de Sevilla;
- el Museo Naval del Barco de la Virgen;
- el Museo del Mar y de la Sal.

## Francia
- el Musée national de la Marine, en París;
- el Museo marítimo, fluvial y portuario de Ruan;

## Italia
- el Galata - Museo del Mare, en Génova;

## México
- Museo Naval México, en Veracruz;
- Museo Histórico Naval, en la Ciudad de México;

## Perú
- el Museo Naval del Perú, en Callao;

## Reino Unido
- el Museo Marítimo Nacional, en Greenwich;
- el barco-museo SS Great Britain;

## Otros
- el Museo de barcos vikingos de Oslo;
- el Museo de barcos vikingos de Roskilde;
- el barco-museo Vasa;
- el Museo Marítimo de Tasmania;
- el Museo Marítimo, en Szczecin, Polonia
- el Museo marítimo de Belice;
- el Museo marítimo de Malta;
- el Museo marítimo de Pakistán;
- el Museo marítimo de Indonesia;
- el Museu de Marinha, en Lisboa, Portugal.